# Warzęchowy Staw
Warzęchowy Staw (słow. Vareškové pleso, Varechové pleso, niem. Löffelkrautsee, węg. Kanalastorma-tó, Kalántorma-tó) – staw tatrzański położony w słowackiej części Tatr Wysokich. Znajduje się na dnie skalnej misy polodowcowego kotła, na wysokości 1834 m n.p.m., w Dolinie Staroleśnej. Niektóre źródła podają inne wysokości: 1831 m, 1833 m. 1836 m. Jest jednym z grupy 27 Staroleśnych Stawów. Według pomiarów Józefa Szaflarskiego z 1931–32 staw miał powierzchnię 0,305 ha, rozmiary 109 × 34 m, głębokość 2,3 m, według pomiarów pracowników TANAP-u z lat 1961–67 ma powierzchnię 0,19 (0,28?) ha,  rozmiary 117 × 39 m i maksymalną głębokość 0,6 (2?) m. Od południowej strony ponad stawem wznosi się turnia Slavkovská vežíčka (Jaminska stražnica).
Nazwa stawu pochodzi od Warzęchowej Kotliny, w której staw się znajduje. Taka nazwa potwierdzona jest w dokumencie z 1876 (w języku niemieckim Löffelkrautgrube, co po polsku oznacza warzucha, dawniej mówiono również warzęcha). Warzucha tatrzańska to gatunek rośliny rosnącej wyłącznie w Tatrach (endemit tatrzański). Na język polski prawidłowo przetłumaczono tę nazwę, natomiast tłumaczenia na język słowacki i czeski są błędne; vareška w tych językach nie oznacza bowiem warzuchy, lecz warząchew.
Warzęchowa Kotlina i jej okolice były dawniej wypasane przez mieszkańców miejscowości Stara Leśna (paśli tutaj woły i jałówki). Niebieski szlak turystyczny przechodzi tuż obok Warzęchowego Stawu. Powyżej Warzęchowego Stawu na wysokości 1894 m znajduje się Długi Staw Staroleśny (Dlhé pleso).

## Szlaki turystyczne
– obok stawu przebiega niebieski szlak od Rainerowej Chatki przy Wodospadach Zimnej Wody do Schroniska Zbójnickiego i na Rohatkę. Czas przejścia od Rainerowej Chatki do Schroniska Zbójnickiego: 2:15 h, ↓ 1:45 h